# Aboagye Brenya
Aboagye Brenya(1938-30 de septiembre de 2021), también conocido como King o Nana, fue un actor ghanés. Participó en más de 100 películas de Ghana y Nigeria, incluidas Kumasi Yonkoo, Asem, Odasanii, junto con actores como Agya Koo, Lil Win, Kwaku Manu y Mercy Aseidu.

## Carrera profesional
Aboagye se desempeñó como actor en Nollywood y películas de Ghana. También trabajó en el Centro Cultural Kumasi. Era dueño de una escuela llamada Kumasiman Preparatory School y Ohenenana Guest House en Bohyen.

## Vida personal
Estaba casado y tuvo nueve hijos.

## Filmografía
- Abro
- Kae Dabi
- Otan Hunu Kwah
- 'The Choice
- Remember Your Mother
- That Day
- Sika
- Okukuseku
- Kumasi Yonkoo
- Asem
- Odasanii
- Nipa Ye Bad[9]
- District Colonial Court[10]

## Fallecimiento
Murió el 30 de septiembre de 2021 en el Hospital del Condado de Abrepo, un suburbio de Kumasi en la región de Ashanti. Tenía 82 años.